# Musaranya de Bottego
La musaranya de Bottego (Crocidura bottegi) és una espècie de la família dels sorícids que viu a Etiòpia i el nord de Kenya (Marsabit).
Fou anomenada en honor de l'explorador italià Vittorio Bottego.